# Medal Lotniczy
Medal Lotniczy – polskie odznaczenie wojskowe.
Medal Lotniczy został ustanowiony dekretem Prezydenta RP na Uchodźstwie w Londynie w dniu 3 lipca 1945 roku. Był nadawany wyłącznie żołnierzom Polskich Sił Powietrznych na Zachodzie za czyny dokonane w II wojnie światowej.

## Historia
Medal Lotniczy mógł być nadany:
- za dokonany w czasie wojny czyn przynoszący szczególną korzyści lotnictwu, a wykraczający poza normalne obowiązki
- za szczególnie sumienną służbę w czasie wojny.

Warunkiem nadania medalu za szczególnie sumienne pełnienie służby były:
- przy pierwszym nadaniu – za szczególnie sumienną służbę bez przerwy przez 6 miesięcy w jednostce bojowej lub przez okres 1 roku w innej jednostce Sił Powietrznych
- przy kolejnych nadaniach – w podwójnych okresach służby przewidzianych dla pierwszego nadania.

Medal mógł być nadany czterokrotnie, przy czym liczył się okres służby od 1 września 1939 roku. Medal był nadawany przez Prezydenta RP na Uchodźstwie oraz upoważnionego przez niego Naczelnego Wodza – po wysłuchaniu opinii Dowódcy Sił Powietrznych.
Przyznany został łącznie 4434 razy.
Medal ten nie został przyjęty do systemu odznaczeń PRL. Dopiero ustawą z dnia 16 października 1992 Medal Lotniczy uznano za odznaczenie o charakterze wojskowym w polskim systemie odznaczeń, jednocześnie uznając jego nadawanie za zakończone z dniem 23 grudnia 1992.
Medal Lotniczy noszono po Krzyżu Zasługi z Mieczami, był równorzędny z Medalem Wojska i Medalem Morskim.
Wygląd odznaczenia stał się inspiracją dla wyglądu Lotniczego Krzyża Zasługi i Lotniczego Krzyża Zasługi z Mieczami.

## Opis odznaki
Odznaką Medalu Lotniczego jest okrągły medal o średnicy 36 mm wykonany z białego metalu. Na awersie znajduje się znak Sił Powietrznych – szachownica lotnicza, pola odpowiadające kolorowi czerwonemu (prawe górne i lewe dolne oraz odpowiednie obrzeża) są zakreskowane. Szachownica była otoczona wieńcem z liści wawrzynu. Na rewersie jest napis w trzech wierszach: POLSKA / SWEMU / OBROŃCY. Podobnie jak na awersie, napis był otoczony wieńcem z liści wawrzynu.
Wstążka medalu o szerokości 37 mm była koloru jasnoniebieskiego z dwoma białymi paskami o szerokości 7 mm w odległości 2 mm od brzegu wstążki (inne dane: wstążka – 38 mm, paski 8 mm). Kolejne nadania medalu oznaczano przez nałożenie na wstążkę okucia wykonanego z białego metalu, ozdobionego splotem liści dębowych w postaci listewki o szerokości 5 mm.